# Mezinárodní vztahy

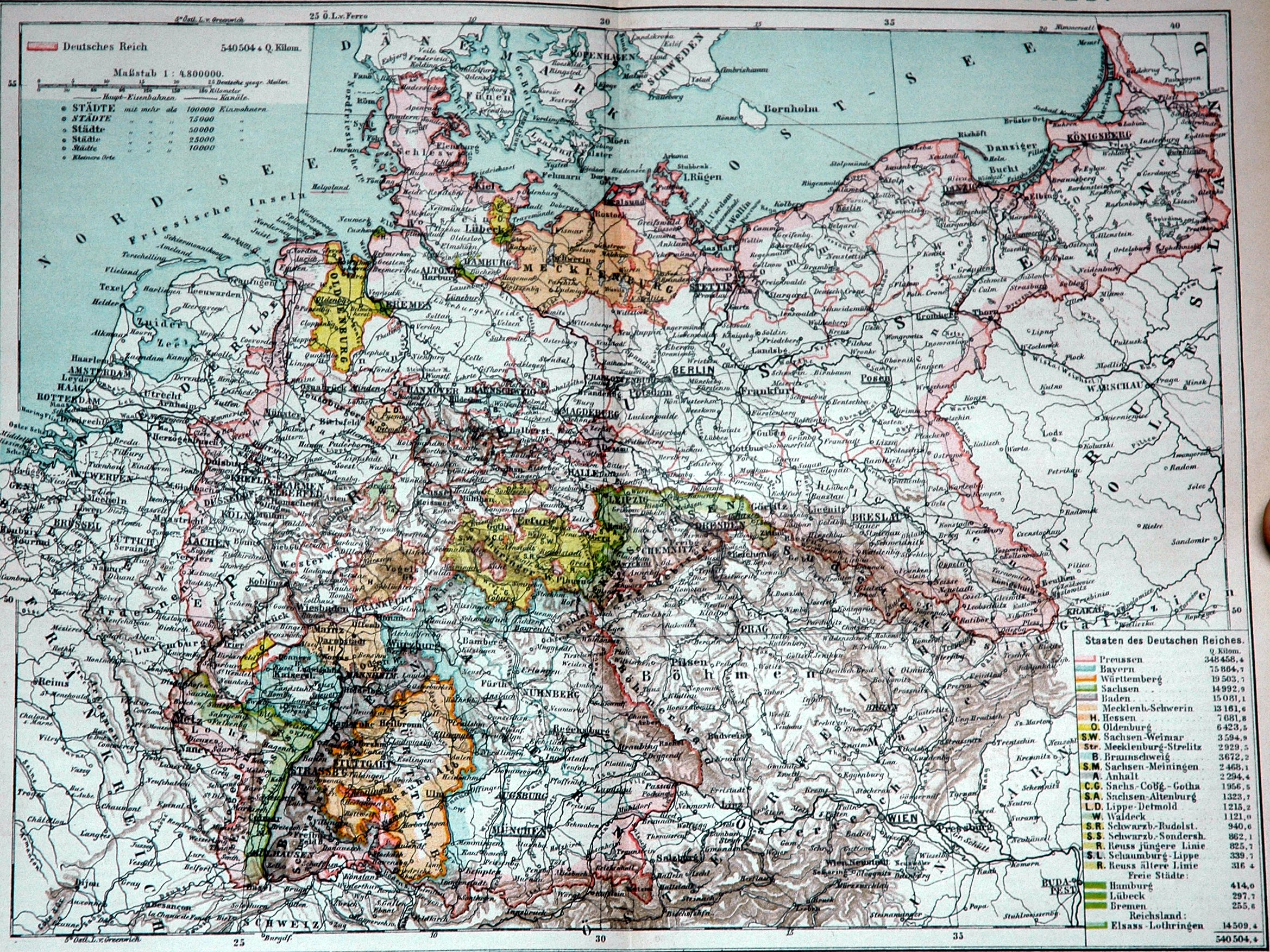
Klíčovým zájmem výzkumu mezinárodních vztahů je existence a vývoj národního státu

Mezinárodní vztahy (MV) jsou sociálněvědná politologická disciplína, která zkoumá společenské jevy odehrávající se v rámci mezinárodního systému. Oblast studia zahrnuje roli národních států, mezinárodních organizací, nevládních organizací, nadnárodních korporací, jednotlivců a dalších aktérů, jejichž akce mohou mít mezinárodní dopad. Mezinárodní vztahy jsou oblastí akademického výzkumu a veřejné sféry.
Disciplína vychází z politologie, nicméně prolíná se také s ekonomií, historií, mezinárodním právem, geografií, sociologií apod. Její historie sahá k antickým tradicím. Za významné zdroje současné disciplíny mezinárodních vztahů se považují Thúkydidés, Niccolò Machiavelli, Hugo Grotius, Thomas Hobbes, Immanuel Kant a další. 
Disciplína disponuje významnou teoretickou tradicí, a i v současnosti se vedou spory o základních ontologických a epistemologických podmínkách fungování mezinárodních vztahů. Tradiční (pozitivistické) teorie mezinárodních vztahů čítají realismus, liberalismus a marxismus, ty současné, post-positivistické, potom sociální konstruktivismus, post-strukturalismus či neomarxismus. Liší se ve vnímání příčiny fungování mezinárodního systému, dominujících aktérů a podoby vztahů mezi nimi. Tradiční teorie věří v existenci objektivních pravidel ve společnosti a pokouší se vysvětlit mezinárodní vztahy skrze odhalování skrytých zákonitostí mezinárodního systému. Současné teorie existenci objektivních zákonů rozporují. Zaměřují se více na kontext vytváření politiky, vnáší do něj opomíjené aktéry a témata, a rozšiřují paletu metodologií i analytických přístupů.
V 20. století proběhly tři důležité konflikty, které formovaly systém mezinárodních vztahů; šlo o první a druhou světovou válku a studenou válku. 

## Klasifikace

### Historická klasifikace
Původně se politologie (politická věda) dělila do tří základních okruhů:
1. politická filosofie a teorie
2. vnitřní politika
3. zahraniční politika

### Dnešní klasifikace
Tato stratifikace byla opuštěna a současné pojetí klasifikace se zrodilo na konferenci UNESCO v Paříži (1948), odkdy se politická věda člení na oddíly:
1. politická teorie a politické ideologie
2. politická systémová analýza
3. komparativní systémová analýza
4. mezinárodní vztahy

### Mezinárodní vztahy
Mezinárodní vztahy mají kořeny již ve staré Číně, Indii a antickém světě. Pojem „mezinárodní vztahy“ poprvé použil Jeremy Bentham před koncem 19. století. Původně se tento segment politické vědy nazýval zahraniční politika a zkoumal užší výsek zájmů než MV. Konkrétně to byly zahraniční vztahy jednotlivých národních států a faktory, které je ovlivňovaly (rozhodovací procesy, vznik agendy, diplomacie, embarga, hrozby...). Jako vědní obor se mezinárodní vztahy emancipovaly po 1. světové válce. První katedra tohoto zaměření se zrodila v Aberystwythu na University of Wales (1919).

### Mezinárodní politika
Mezinárodní politika (MP) je částí MV a studuje způsob uchopení a řešení konfliktů. MP byla definována jako součet všech zahraničních politik národních států, které vznikají chováním politických elit. Po 2. světové válce však MP není výhradně uskutečňována státy, ale i dalšími aktéry mezinárodního systému jako jsou různé vládní či nevládní organizace, korporace, různé skupiny lobby, vědecké týmy atd. Zvýšila se tedy síť jednotlivých vazeb mezi aktéry, vzrostla jejich vzájemná závislost (interdependence) a zneprůhlednila se analýza výsledných kroků na poli světové politiky.

### Vývoj mezinárodních vztahů v Československu a České republice
Zájem o MV se v nově vzniklém Československu objevil hned po 1. světové válce, stejně jako tomu bylo v anglosaském světě. Přesto se MV u nás neetablovaly a neprosadily jako samostatný vědní obor. V meziválečném období byly zájmem především právníků a historiků.
Po 2. světové válce vzniká nová Vysoká škola politická a sociální, která je po Únoru 1948 zrušena. V roce 1949 vzniká Vysoká škola politických a hospodářských věd poplatná režimu, ale po reformě školství v krátké době taktéž zanikla. Nastal čas odesílání diplomatů a pracovníků v zahraničních vztazích na studia do Moskvy.
V rámci destalinizace byl v roce 1957 založen Ústav pro mezinárodní politiku a ekonomii (UMPE) při ministerstvu zahraničních věcí, který byl samozřejmě poplatný režimu. S nástupem "tání" vznikl v roce 1966 čtvrtletník Mezinárodní vztahy pod redakcí polistopadového diplomata a ministra zahraničí Jaroslava Šedivého. V roce 1968 nabrala diskuse na intenzitě, ale tento proces byl ukončen srpnem 1968.
Další pokus o oživení a seriózní studium MV začal po roce 1989, kdy se zformovaly dvě skupiny institucí. První skupina byla financována státem a jednalo se o Ústav mezinárodních vztahů při ministerstvu zahraničních věcí, Ústav strategických studií a Mezinárodní politologický ústav na Masarykově univerzitě atd. Druhým typem jsou občanské společnosti žijící z grantů a darů, jako Centrum pro ekonomii a politiku (CEP), Asociace pro mezinárodní otázky, Občanský institut atd. Souběžně začaly na českých univerzitách vznikat katedry se zaměřením na MV, v češtině vychází několik periodik věnující se mezinárodním vztahům (např. Mezinárodní vztahy, Politologický časopis, Mezinárodní politika).

## Strukturální pojmy mezinárodních vztahů
Struktury jsou normativně dané parametry chování, na něž se orientují aktéři. Uspořádání a struktura systému předurčuje chování aktérů. V mezinárodním systému existují pojmy (hierarchie, polarita, závislost, symetrie), metafory (pavoučí síť, kulečníková koule) a modely, které jsou používány k popisu struktury a chování takového systému.

### Hierarchie
Hierarchie popisuje uspořádání jednostranných vztahů závislosti mezi státy, které má charakter pyramidy. Na jejím vrcholu je dominující hegemon a ostatní státy jsou na něm v různé míře závislé. Hierarchie popisuje stav a formu vlády.

### Polarita
Polarita vytváří polární struktury systému, v němž jednotliví aktéři (státy) mají rozdílnou sílu a schopnost prosadit své záměry a cíle. Krajními stavy systému jsou unipolarita a multipolarita.
Unipolarita je hierarchickým systémem, kdy v čele pyramidy stojí jediný silný hegemon, který vládne sám (někteří se domnívají, že takový systém existuje dnes, kdy roli hegemona hrají USA).
Bipolarita je stav systému, v němž mají hegemonní postavení přibližně stejně silné dvě velmoci, jejichž vztahy určují a ovládají zbylé části systému. Důsledkem je vznik dvou uzavřených ideologických aliancí a minimalizace konfliktů (tento stav byl charakteristický v období studené války, tedy v období 1947–1991.
Multipolarita je charakterizována rozdělením moci mezi více, než dva aktéry systému. Uzavírání spojeneckých svazků je zde pružné, a to mezi státy společných zájmů a cílů. Tato spojenectví se neustále mění s cílem dosažení rovnováhy celku a ideologie není zpravidla rozhodujícím faktorem. Žádný aktér nemá sílu ovládnout celý systém, i když existují pokusy k dosažení takového cíle (příkladem multipolarity jsou 70. či 80. léta 20. století, kdy v systému existovalo více hráčů, než jen Sovětský svaz a USA. Byly to Čína, "státy tzv. třetího světa", lídři EHS a Japonsko. Stejně sem lze zařadit i počátek 90. let 20. století po rozpadu Východního bloku.
Nejstabilnějším z těchto stavů je systém bipolární (minimum konfliktů na centrální úrovni), méně stabilnějším je unipolární (jeden světový četník) a nejvíce náchylným ke konfliktům je systém multipolární (snaha zajistit si přežití na úkor druhých a stát se sám hegemonem).

### Závislost, nezávislost, vzájemná závislost
Vztahy závislosti jsou vyjádřeny jednostranným kauzálním vztahem, kdy jeden stát má vliv na druhý, opačně však tento vztah neexistuje.
Vzájemná závislost (interdependence) je dána stavem, kdy aktér A působí na aktéra B a totéž platí i obráceně; čin aktéra B má vliv na aktéra A.

### Symetrie a asymetrie
Symetrický vztah je popsán tak, že akce aktéra A vede k odpovídající akci aktéra B a opačně, za přibližně stejného rozdělení kapacity moci.
Asymetrický vztah je definován jako stav nerovných vztahů, kdy jeden z aktérů disponuje větší mocí, vlivem a kontrolou, než aktér druhý. Rozhodování slabšího/slabších v konfliktu se často řídí nátlakem či hrozbou silnějšího/silnějších. Dominují zde vztahy mezi centrem a periferií, kdy centrum periferii ovlivňuje a řídí (např. koloniální říše, imperiální uspořádání Východního bloku ve vztahu k Moskvě).

### Centrum, semiperiferie a periferie
Autorem teorie je Immanuel Wallerstein.
Centrum (jádro) je privilegovaným místem v určitém teritoriu. Řídí, kontroluje, ale samo je závislé na zdrojích z periférie.
Periférie je územní jednotka podřízená autoritě centra. Na vzdálenosti od něho nezáleží, ale pokud neznáme vlastnosti centra, nemůžeme chápat ani struktury a funkce periférie (příkladem je Britská koloniální říše).
Semiperiférie je termín používaný od konce 70. let 20. století. Leží mezi centrem a periferií, jedná se tedy o rozvinutější oblast než je periférie, ale nemá dostatek kvalit centra. Orientuje se na něho a opomíjí periferii.

#### Typické znaky
- pro centrum jsou demokratická forma vlády, vysoké mzdy a investice, sociální zabezpečení, dovoz surovin a vývoz výrobků
- pro semiperiférii jsou autoritativní forma vlády, nízké mzdy, slabé sociální zabezpečení, dovoz výrobků a surovin a vývoz surovin a polotovarů
- pro periférii jsou nedemokratická forma vlády, mzdy pod existenčním minimem, absence sociálního zabezpečení a vývoz surovin a dovoz výrobků.

## Modely a metafory
Modely a metafory se snaží vysvětlit chování aktérů v mezinárodním systému. Představují zjednodušené koncepty či konstrukce, které mají za úkol popisovat reálný děj, přičemž kladou důraz na některé charakteristiky systému, jež jsou považovány za důležité.
Základní modelací v MV je teorie her se schopností ukázat varianty tichého vyjednávání, rozvoje spolupráce, důrazu na skutečné chování aktérů, nikoli jen na teoretické možnosti. Racionální aktér (stát) usiluje o maximalizaci zisků a minimalizaci ztrát na hřišti mezinárodního systému. Jednotlivé modely teorie her ukazují, jak se má takový hráč zachovat, aby dosáhl požadovaných cílů. Proto je ovšem zapotřebí tří premis:
1. hráči uvažují racionálně
2. pravidla hry jsou známá všem hráčům a nemění se
3. všichni hráči vědí o co hrají a jakou hodnotu mají zisky a ztráty.

### Modely teorie her
a) hra s nulovým součtem (zero sum game) - je realistickým modelem nekooperativní situace v mezinárodním systému. Hráč je buďto vítězem nebo poraženým.
b) hra s nenulovým součtem (non-zero sum game) - je liberálním modelem kooperativní situace v mezinárodním systému. Existuje zde kompromis.
Mezi další modely v MV patří např. vězňovo dilema, Hra na kuře aj.

## Úrovně analýzy
Úrovně analýzy souvisí s popisem sledovaného předmětu, který neexistuje ve vakuu, ale je zakotven a definován řadou prostorových parametrů s ostatními aktéry.
Úroveň je určena místy, kde se nacházejí zdroje i výsledky vysvětlení sledovaného předmětu analýzy. Do MV analýzu jednotlivých úrovní vnesli behavioralisté v 50. letech 20. století.
Používá se 5 základních úrovní analýzy:
1. mezinárodní systém - jedná se o největší skupinu vzájemně reagujících a závislých jednotek, které již nad sebou nemají žádnou systémovou úroveň. Je to jakékoli uspořádání nezávislých politických entit - kmenů, říší, městských států - které se ovlivňují a reagují na sebe. V historii existovalo několik více či méně nepropojených systémů paralelně vedle sebe. V současnosti existuje jen jediný globální mezinárodní systém.
2. mezinárodní subsystém - je tvořen skupinou jednotek v rámci jednoho mezinárodního systému, které se vydělují uvnitř takového systému díky nějaké specifické vlastnosti (intenzitě svých interakcí, interdependencí). Může být teritoriálně koherentní (ASEAN), nebo nekoherentní (OPEC, NATO).
3. jednotky - jsou vytvořeny z dostatečně nezávislých, ale soudržných organizací, komunit, podskupin a individuí. Jsou jimi např. státy, národy, ne/vládní organizace, transnacionální korporace.
4. podjednotky - jsou organizovanými uskupeními individuí v rámci jednotek a snaží se ovlivnit jejich (jednotek) chování. Sem patří politické strany, lobby, byrokracie atd.
5. individua - jsou základním stavebním materiálem, z nichž je postaven celý mezinárodní systém. Mnozí však úlohu jednotlivců, jakožto mezinárodních aktérů na tento systém odmítají pro jejich malou sílu. Výjimku mohou tvořit vysocí politici (např. prezident USA, generální tajemník OSN), atd.

## Velké debaty
Celý vývoj MV můžeme sledovat na pozadí tzv. velkých debat, které se vinuly celým 20. stoletím až do současnosti.

### Idealismus vs. realismus
byla spíše než sporem, prezentací vlastních názorů na základní otázky ohledně války a míru. Realismus byl reakcí na idealismus (utopický liberalismus). Ten se domníval, že společenský vývoj lidstva má vliv na kultivaci mezinárodních vztahů, pro realisty nemá pokrok žádný vliv. Naopak kladou důraz na lidskou přirozenost, která je spíše špatná, a mocenskou politiku států, které se snaží přežít v mezinárodní anarchii. Tato debata započala po roce 1919, kdy se hledaly příčiny války. S postupem doby mezi válkami dominovali realisté, ke kterým se přiklonila většina vědců i politiků. Realisté vycházeli z Thúkýdidá, jenž legitimizoval mocenskou politiku slovy: "Silní musí činit to, co jim umožňuje moc a slabí akceptují to, co musí akceptovat." Dále bylo jejich inspirací myšlení Machiavelliho, Hobbese, Rousseaua. Hlavními realisty MV jsou Edward Carr a Hans Morgenthau.
Pro realisty jsou společné některé přístupy:
- ústřední role státu - stát musí zajistit občanům bezpečnost, jediná skutečná moc je vojensko-politická (tvrdá moc), ekonomicko-sociální (měkká moc) je podřadná.
- přežití - stát musí zajistit sobě a občanům přežití, neexistují obecné morální a etické principy.
- svépomoc - vnitrostátní uspořádání je centralizované a hierarchizované, mezinárodní uspořádání naopak decentralizované a anarchické. Zvyšuje-li stát svou bezpečnost, zvyšuje se tím i nejistota ostatních a ti mají zase potřebu zvýšit vlastní bezpečnost, čímž se roztáčí spirála bezpečí a nejistoty nazvaná bezpečnostní dilema.

Následně došlo k naroubování nových poznatků na klasické teorie, což vedlo ke vzniku nových pohledů na věc. Tak vznikají:
a) neorealismus (hlavní představitel: Kenneth Waltz) - na konci 70. let 20. století, převzal principy realistů a dospěl k definici 5 základních faktorů, které jsou důležité při analýze mezinárodního systému. Jsou to: struktura a anarchie systému, rovnováha moci, svépomoc a bezpečnost. Stát počítá vždy s tou nejhorší variantou vývoje, preferuje krátkodobou bezpečnost.
b) postklasický realismus (hl.představitel: Robert Gilpin) - odmítá perspektivu hry s nulovým součtem, stát se rozhoduje na základě možných variant, nikoli podle té nejhorší možné, preferuje dlouhodobé cíle a kalkuluje s bezpečnostními ztrátami na úkor ekonomických zisků.
Realisté se ptají, jak je utvářena mezinárodní politika, idealisté se ptají, jak by měla být utvářena. Z idealismu vyrůstá:
a) liberalismus - říká, že ne jenom státy jsou rozhodujícími aktéry hry, ale mohou jimi býti i další hráči, hlavní je vyjednávání po němž se mění hodnotová hierarchie a roste vzájemná závislost. V MV existují 3 hlavní liberální myšlenkové proudy:
- ekonomický liberalismus - který říká, že rostoucí obchodní výměna a provázanost snižuje riziko konfliktu.
- demokratický liberalismus - vychází z Immanuela Kanta, který definuje dva teorémy: pokud lidé budou sami demokraticky volit mezi válkou a mírem, zvolí mír a federativní uspořádání státu (mezinárodní instituce) podporují mír.
- liberální institucionalismus - vychází z mezinárodního práva, které má schopnost udržet pravidla hry mezi aktéry, podporovat spolupráci, která vede k mírovým řešením sporů. Jádrem je přínos transnacionální kooperace. Z tohoto předpokladu vznikl poté funkcionalismus (David Mitrany) a neofunkcionalismus (Ernest Haas).

b) neoliberální institucionalismus (hl. představitelé: Robert Keohane, Robert Axelrode, Kenneth Oye) - zaměřuje se na nové aktéry politiky (korporace, ne/vládní organizace), na nové druhy interakcí a ptají se, jak udržet spolupráci v podmínkách anarchie ? Dávají přednost absolutním ziskům, před relativními a mezinárodní politiku mají za hru s nenulovým součtem.
c) neoliberální internacionalismus - si bere za své souvislost mezi ekonomickým blahobytem a mírem, vytváří novou tezi tzv. demokratického míru, která tvrdí, že demokracie je mírové politické uspořádání, které se přenáší z nitra státu ven do mezinárodního systému. Mírumilovnost demokracií je dána jejich hodnotami: svoboda jedince, právní stát, dělba moci, svobodné volby atd. Demokracie preferují kompromis před konfrontací a hlavně nevedou mezi sebou války.

### Tradicionalismus vs. behavioralismus
Druhá velká debata vypukla na přelomu 50. a 60. let 20. století, kdy proti tradičním přístupům (realismus, idealismus) vystoupil nový behavioralismus (hlavní představitelé: David Easton, Morton Kaplan). Do té doby mezinárodní systém zkoumali právníci, historikové či bývalí diplomaté. Nyní se, zejména v USA, etabluje nová generace již profesionálních vědců v tomto oboru, která kombinuje přístupy politické vědy, matematiky, ekonomie a přírodních věd, což označujeme jako behaviorální přístup. Důraz je kladen na roli člověka v politice, na chování jednotlivce i skupin. Do té doby byly hlavním zájmem výstupy činnosti institucí, nyní se zkoumá prostředí, v němž dochází k politickým rozhodnutím.
Jednoznačného vítěze tato debata nemá, rozhodně však profesionalizovala MV jako akademickou disciplínu.

### Neorealismus/neoliberalismus vs. neomarxismus
začíná v polovině 70. let 20. století pod vlivem ropných šoků z let 1973 a 1979 a úpadku hegemonie USA ve světové politice nastupuje nový přístup neomarxismus (spolu s teorií závislosti, teorií světového systému Immanuela Wallersteina aj.)
Neoliberálové v této době diskutují s neorealisty o chápání podstaty státu, jestli má být stát brán jako "černá skříňka" (black box), jejíž obsah je nám utajen, ale který můžeme zkoumat podle jejích vnějších projevů (tj. neorealistický přístup), či zdali můžeme stát chápat jako sumu vnitrostátních aktérů - byrokracie, zájmové skupiny, individua, kteří tvoří státní politiku, a tedy nejedná se o "černou skříňku" (tj. přístup neoliberalistů). Tato debata opět bez vítěze ovšem na počátku 80. let 20. stol. sblížila oba dva směry v tzv. neo-neo syntézu. Oba dva přístupy přijímají to, že mezinárodní systém je anarchický spolu s metodologií mikroekonomie a usilují o zkoumání vývoje spolupráce států a význam jejich institucí. V této chvíli se objevuje na scéně neomarxistické paradigma, které se vymezuje vůči dvěma hlavním přístupům. Hlavní rozdíly lze spatřovat:
- v otázce, kdo jsou ústředními aktéry MV ? Zdali státy (realisté), individua a skupiny (liberálové) či třídy a ekonomické struktury (marxisté).
- realisté tvrdí, že politické vztahy mezi státy jsou primárně konfliktní (kladou důraz na vojenskou bezpečnost), liberálové nevidí ve vztazích států žádnou hierarchii hodnot, tj. sociální a ekonomická témata hrají stejnou roli jako vojenská a bezpečnostní. Marxisté pak spolu s realisty sdílejí pohled na konfliktnost vztahů, tyto vztahy však chápou v rámci státu a nad státem, tj. za aktéra MV považují ekonomické struktury a třídy, nikoli stát samotný.

Jakožto marxistické přístupy lze označit všechny, které se pozitivně a výslovně odvolávají za posledních 150 let na Karla Marxe. V MV je pro ně společná jedna věc - ústředním aktérem není podle nich stát, ústředním problémem není anarchie mezinárodního systému. Marxisté zkoumají třídy a kapitalismus, který je organizovaný státem a vytváří světový ekonomický systém. Sociální svět je chápán jako svět kapitalistický. V současnosti je politický marxismus téměř mrtev. Jednou ze základních věcí je pro marxisty názor, že základní jednotku v MV netvoří státy, ale společenské útvary organizované na státním základě (state society complexes). Ekonomické vazby uvnitř, mezi a nad státem získaly primát nad ním samotným. Neomarxisté tvrdí, že výrobní vztahy určují výrobní síly, nikoli obráceně. Historická zkušenost prokázala, že reálný socialismus a myšlenky avantgardy jsou neslučitelné s demokratickými hodnotami. Navíc hospodářské krize ve 20. století ukázaly, že centrální role státu v ekonomice je nezastupitelná.

### Racionalismus vs. reflektivismus
Racionalismus = neorealismus, neoliberalismus, neomarxismus.
Reflektivismus = postmodernismus, feministická teorie, kritická teorie, normativní teorie, historická sociologie.
4. debata je současnou diskuzí. Po střetu mezi racionalismem a reflektivismem v 80. letech 20. století dochází k jejich přiblížení s nastupujícími léty devadesátými.

## Reflektivistické teorie

### Normativní teorie
přispívá morálním rozměrem k mezinárodní politice. V MV je přítomná již od počátku 20. století. Většinou však byla v defenzívě nevyslyšena, především díky pozitivismu, který rozlišuje mezi fakty a hodnotami a považuje normativitu za hodnotově zatíženou a nevědeckou. Od 90. let 20. století však došlo k obrození této teorie, která má tři hlavní cíle svého zájmu:
- autonomii státu
- etiku použití síly - normativisté se např. táží, zdali je etické použít jaderné zbraně v sebeobraně se všemi důsledky
- mezinárodní spravedlnost - otázky práva a etiky intervence v mezinárodním systému

### Feministická teorie
Feministická teorie nevytváří ucelenou jednolitou „velkou teorii“, jedná se o skupinu feministických přístupů různé orientace.
- Liberální feminismus (hl. představitelka: Christine Sylvester) - dává důraz na roli žen v mezinárodní politice a ptá se, proč jsou v ní postaveny na okraj. Požaduje reformu spoluúčasti a aktivního začlenění žen.
- Radikální feminismus - sleduje rozdíly mezi muži a ženami. Tvrdí, že ženy jsou jiné - mírumilovnější než muži. Maskulinizace vede ke konfliktům a válkám, ženský charakter naopak ke komunikaci a nenásilnému řešení sporů.
- Feministický postmodernizmus - zabývá se sociálním pohlavím, tj. genderovými studii a tvorbou maskulinního a feminního faktoru, protože vychází z předpokladu, že "žena" či "skupina žen" neexistuje. Ptá se, jak mezinárodní politika utváří určité „druhy mužů a žen“?

### Kritická teorie
Kritická teorie má taktéž dlouhou intelektuální tradici sahající až k marxistickému myšlení 20. let 20. století. Navazuje na Frankfurtskou školu, kde se nejvýznamnějším představitelem tohoto proudu stal Jürgen Habermas. Další představitelé jsou Max Horkheimer, Robert Cox a Andrew Linklater). Podle kritické teorie společenské vědy nejsou a ani nesmí být jako přírodní vědy, tj. nezávislé na předmětu svého zkoumání. Nejdůležitějšími faktory změny jsou společenské síly a nikoli nezávislé logické prvky, které můžeme vysvětlit. Fakta jsou produkty zvláštních sociálních a historických systémů. Žádná teorie nemůže být nikdy nezávislá (neexistuje imanentně sama o sobě), ale je ovlivněna svým tvůrcem a účelem vzniku.

### Historická sociologie
Historická sociologie zkoumá cesty, kterými se ubíral vývoj společnosti v dějinách, dále pak i organizace a instituce lidské společnosti, které pomáhají osvětlit formu a směr toku dějin. V současnosti je to především zájem o vývoj státu od středověku, interakce mezi státy, třídami atd. Tvrdí, že forma státu se proměňuje v čase a že stát byl často vytvořen válkou. Státy produkují válku a válka produkuje státy. Válka hraje tedy centrální roli, neboť v průběhu přípravy na ní, stát vytváří moc, systém zdanění, poptávky a administrativy. Hlavní představitel je Charles Tilly.

### Postmodernismus
Postmodernismus napadá základní pojmy jako je realita, pravda, struktura či identita. Jeho význam od 80. let 20. století dosti stoupá. Jedná se o metanarativní teorii, která hledá základ získávání poznatků pomocí dekonstrukce a nedůvěry vůči jakémukoli druhu lidského života, jenž si činí nárok na pravdu. Dekonstrukci reality provádí např. za pomoci tzv. textuální strategie. Tedy svět je podle postmodernistů vytvořen jako text, který je třeba interpretovat. Interpretace světa odráží koncept a strukturu jazyka. Cestou interpretace může být dekonstrukce a dvojí čtení. Hlavní představitel je Michel Foucault.

## Pokus o syntézu racionalismu a reflektivismu

### Sociální konstruktivismus
Sociální konstruktivismus je pokusem o překlenutí propasti mezi racionalistickým a reflektivistickým přístupem. Nastupuje na začátku 90. let 20. století a staví svou teorii na výsledcích sociálního jednání, procesů a sociálních struktur. Hlavní představitelé jsou Alexander Wendt, Friedrich Kratochwil, Nicholas Onuf. Stát je pro tyto vědce dominantním aktérem v MV, který definuje svou bezpečnost v pojmech vlastních zájmů, dále je i prostředníkem účinku vlivu jiných aktérů na regulaci konfliktů v mezinárodním systému. Dochází i k nové definici ústředních pojmů neorealistů jako je svépomoc, bezpečnost, kooperace a anarchie mez. systému. Svépomoc podle sociálních konstruktivistů nevychází z anarchické podstaty mez. systému, ale je způsobena procesem (vztahy a získáváním informací v mez. systému), nikoli strukturou. Tedy struktura mez. systému neexistuje nezávisle na procesech, které uvnitř systému probíhají. Svépomoc a mocenská politika jsou vytvořené instituce, nikoli základní znaky anarchie. Anarchie je tím, co státy vytvářejí. Strukturu mez. systému vytváří ve skutečnosti kolektivní úmysly států. V tomto duchu mají státy schopnost transformovat soutěživý bezpečnostní systém do systému kooperačního. Struktura mezinárodního systému je neorealisty definována třemi body:
- principem uspořádání - anarchií a decentralizací
- vlastnostmi aktérů - principem odlišení
- vzájemným poměrem sil aktérů - principem distribuce schopností

Tato definice však nevysvětluje dynamiku anarchie, nevíme zdali spolu státy soupeří či se přátelí, jaké mají záměry, odkud se státy berou a jak vzniká jejich struktura. Proto sociální konstruktivismus definici rozšiřuje o čtvrtý princip:
- sociální konstrukci politiky - stát sám o sobě není schopen změřit svou sílu, své záměry a cíle, to vše se tvoří až srovnáním s jinými státy a aktéry, tedy jejich kontaktem. Vše je odvislé od toho, jak státy dobře či špatně chápou své záměry. Hrozba je sociálním jevem a je vytvářená uměle, není přirozenou věcí. Identita státu a státní zájem jsou z velké části vytvářeny sociálními strukturami, spíše než lidskou přirozeností nebo vnitřní politikou státu.